# A Dél-afrikai Köztársaság a 2008. évi nyári olimpiai játékokon
A Dél-afrikai Köztársaság a kínai Pekingben megrendezett 2008. évi nyári olimpiai játékok egyik részt vevő nemzete volt. Az országot az olimpián 20 sportágban 134 sportoló képviselte, akik összesen 1 érmet szereztek.

## Érmesek
| Érem  | Versenyző              | Sportág  | Versenyszám      |
| ----- | ---------------------- | -------- | ---------------- |
| Ezüst | Godfrey Khotso Mokoena | Atlétika | Férfi távolugrás |

## Atlétika
Férfi
| Versenyző                                               | Versenyszám     | Előfutam      | Előfutam      | Előfutam      | Negyeddöntő | Negyeddöntő | Negyeddöntő | Elődöntő  | Elődöntő | Elődöntő | Döntő   | Döntő    |
| Versenyző                                               | Versenyszám     | Idő           | Hely.         | Össz.         | Idő         | Hely.       | Össz.       | Idő       | Hely.    | Össz.    | Idő     | Helyezés |
| ------------------------------------------------------- | --------------- | ------------- | ------------- | ------------- | ----------- | ----------- | ----------- | --------- | -------- | -------- | ------- | -------- |
| Thuso Mpuang                                            | 200 m           | 20,87 q       | 6.            | 27.*          | 21,04       | 7.          | 29.         | kiesett   | kiesett  | kiesett  | kiesett | kiesett  |
| Samson Ngoepe                                           | 800 m           | 1:47,42       | 5.            | 26.           |             |             |             | kiesett   | kiesett  | kiesett  | kiesett | kiesett  |
| Mbulaeni Mulaudzi                                       | 800 m           | 1:47,64       | 2. Q          | 33.*          |             |             |             | 1:46,24   | 6.       | 11.      | kiesett | kiesett  |
| Juan van Deventer                                       | 1500 m          | 3:36,32       | 1. Q          | 10.           |             |             |             | 3:37,75 q | 6.       | 10.      | 3:34,77 | 6.       |
| Norman Dlomo                                            | Maraton         |               |               |               |             |             |             |           |          |          | 2:24:28 | 53.      |
| Hendrick Ramaala                                        | Maraton         |               |               |               |             |             |             |           |          |          | 2:22:43 | 44.      |
| Alwyn Myburgh                                           | 400 m gát       | 48,92         | 3. Q          | 5.            |             |             |             | 49,16     | 5.       | 10.      | kiesett | kiesett  |
| Pieter de Villiers                                      | 400 m gát       | 49,24         | 2. Q          | 10.           |             |             |             | 49,44     | 7.       | 12.      | kiesett | kiesett  |
| L.J. van Zyl                                            | 400 m gát       | 48,86         | 2. Q          | 3.*           |             |             |             | 48,57     | 3. Q     | 6.       | 48,42   | 5.       |
| Ruben Ramolefi                                          | 3000 m akadály  | 8:19,86 PB    | 1. Q          | 8.            |             |             |             |           |          |          | 8:34,58 | 14.      |
| Hannes Dreyer Leigh Julius Kagisho Kumbane Thuso Mpuang | 4 × 100 m váltó | nem ért célba | nem ért célba | nem ért célba |             |             |             |           |          |          | kiesett | kiesett  |
| Ofense Mogawane Alwyn Myburgh Pieter Smith L.J. van Zyl | 4 × 400 m váltó | 3:01,26       | 6.            | 9.            |             |             |             |           |          |          | kiesett | kiesett  |

| Versenyző              | Versenyszám   | Selejtező | Selejtező | Döntő    | Döntő    |
| Versenyző              | Versenyszám   | Eredmény  | Helyezés  | Eredmény | Helyezés |
| ---------------------- | ------------- | --------- | --------- | -------- | -------- |
| Godfrey Khotso Mokoena | Távolugrás    | 8,14 m    | 4.        | 8,24     |          |
| John Oosthuizen        | Gerelyhajítás | 76,16 m   | 19.       | kiesett  | kiesett  |

* - egy másik versenyzővel azonos időt ért el

PB - egyéni csúcs
Női
| Versenyző        | Versenyszám | Előfutam | Előfutam | Előfutam | Negyeddöntő | Negyeddöntő | Negyeddöntő | Elődöntő | Elődöntő | Elődöntő | Döntő   | Döntő    |
| Versenyző        | Versenyszám | Idő      | Hely.    | Össz.    | Idő         | Hely.       | Össz.       | Idő      | Hely.    | Össz.    | Idő     | Helyezés |
| ---------------- | ----------- | -------- | -------- | -------- | ----------- | ----------- | ----------- | -------- | -------- | -------- | ------- | -------- |
| Isabel le Roux   | 200 m       | 23,67    | 7.       | 36.      | kiesett     | kiesett     | kiesett     | kiesett  | kiesett  | kiesett  | kiesett | kiesett  |
| Tsholofelo Thipe | 400 m       | 54,11    | 6.       | 43.      |             |             |             | kiesett  | kiesett  | kiesett  | kiesett | kiesett  |
| René Kalmer      | 1500 m      | 4:08,41  | 7.       | 14.      |             |             |             |          |          |          | kiesett | kiesett  |

| Versenyző        | Versenyszám   | Selejtező | Selejtező | Döntő    | Döntő    |
| Versenyző        | Versenyszám   | Eredmény  | Helyezés  | Eredmény | Helyezés |
| ---------------- | ------------- | --------- | --------- | -------- | -------- |
| Elizna Naudé     | Diszkoszvetés | 58,75     | 20.       | kiesett  | kiesett  |
| Justine Robbeson | Gerelyhajítás | 59,63     | 13.       | kiesett  | kiesett  |
| Sunette Viljoen  | Gerelyhajítás | 55,58     | 33.       | kiesett  | kiesett  |

## Birkózás

### Férfi
Szabadfogású
| Versenyző       | Versenyszám | Selejtező                               | Nyolcaddöntő      | Negyeddöntő       | Elődöntő          | Vigaszág első kör | Vigaszág elődöntő | Bronz- mérkőzés   | Döntő             | Helyezés |
| Versenyző       | Versenyszám | Ellenfél Eredmény                       | Ellenfél Eredmény | Ellenfél Eredmény | Ellenfél Eredmény | Ellenfél Eredmény | Ellenfél Eredmény | Ellenfél Eredmény | Ellenfél Eredmény | Helyezés |
| --------------- | ----------- | --------------------------------------- | ----------------- | ----------------- | ----------------- | ----------------- | ----------------- | ----------------- | ----------------- | -------- |
| Heinrich Barnes | 66 kg       | Bujandzsavín Batdzorig (MGL) · 1-2, 1-7 | kiesett           | kiesett           | kiesett           |                   |                   |                   |                   | 19.      |

## Cselgáncs
Férfi
| Versenyző       | Versenyszám | Selejtező         | 32-es főtábla                             | Nyolcaddöntő                        | Negyeddöntő       | Elődöntő          | Vigaszág első kör              | Vigaszág negyeddöntő | Vigaszág elődöntő | Bronz- mérkőzés   | Döntő             | Helyezés |
| Versenyző       | Versenyszám | Ellenfél Eredmény | Ellenfél Eredmény                         | Ellenfél Eredmény                   | Ellenfél Eredmény | Ellenfél Eredmény | Ellenfél Eredmény              | Ellenfél Eredmény    | Ellenfél Eredmény | Ellenfél Eredmény | Ellenfél Eredmény | Helyezés |
| --------------- | ----------- | ----------------- | ----------------------------------------- | ----------------------------------- | ----------------- | ----------------- | ------------------------------ | -------------------- | ----------------- | ----------------- | ----------------- | -------- |
| Marlon August   | Könnyűsúly  |                   | Szaíd Rásed el-Kubajszi (UAE) · 1000-0000 | Leandro Guilheiro (BRA) · 0000-1001 | kiesett           | kiesett           |                                |                      |                   |                   |                   | 17.      |
| Matthew Jago    | Váltósúly   |                   | Robert Krawczyk (POL) · 0000-0120         | kiesett                             | kiesett           | kiesett           |                                |                      |                   |                   |                   | 21.      |
| Patrick Trezise | Középsúly   |                   | Ivan Persin (RUS) · 0000-1000             |                                     |                   |                   | Diego Rosati (ARG) · 0000-1000 | kiesett              | kiesett           | kiesett           |                   | 13.      |

## Evezés
Férfi
| Versenyző                       | Versenyszám              | Előfutam | Előfutam | Vigaszág | Vigaszág | Elődöntő | Elődöntő | Elődöntő | Döntő | Döntő   | Döntő | Helyezés |
| Versenyző                       | Versenyszám              | Idő      | Hely.    | Idő      | Hely.    | Típus    | Idő      | Hely.    | Típus | Idő     | Hely. | Helyezés |
| ------------------------------- | ------------------------ | -------- | -------- | -------- | -------- | -------- | -------- | -------- | ----- | ------- | ----- | -------- |
| Shaun Keeling Ramon di Clemente | Kormányos nélküli kettes | 6:45,26  | 2.       |          |          | A/B      | 6:37,18  | 3.       | A     | 6:47,83 | 5.    | 5.       |

Női
| Versenyző                 | Versenyszám              | Előfutam | Előfutam | Vigaszág/ Egypárevezősnél középdöntő | Vigaszág/ Egypárevezősnél középdöntő | Elődöntő | Elődöntő | Elődöntő | Döntő | Döntő   | Döntő | Helyezés |
| Versenyző                 | Versenyszám              | Idő      | Hely.    | Idő                                  | Hely.                                | Típus    | Idő      | Hely.    | Típus | Idő     | Hely. | Helyezés |
| ------------------------- | ------------------------ | -------- | -------- | ------------------------------------ | ------------------------------------ | -------- | -------- | -------- | ----- | ------- | ----- | -------- |
| Rika Geyser               | Egypárevezős             | 8:20,26  | 3.       | 7:44,14                              | 4.                                   | C/D      | 7:59,67  | 1.       | C     | 7:35,06 | 1.    | 13.      |
| Alex White Kirsten McCann | Könnyűsúlyú kétpárevezős | 7:20,51  | 6.       | 7:48,04                              | 4.                                   |          |          |          | C     | 7:20,49 | 2.    | 14.      |

## Gyeplabda

### Férfi
| #               | Név                  |         |         |         |         |         |         |         |
| Kapusok         | Kapusok              | Kapusok | Kapusok | Kapusok | Kapusok | Kapusok | Kapusok | Kapusok |
| --------------- | -------------------- | ------- | ------- | ------- | ------- | ------- | ------- | ------- |
| 19              | Chris Hibbert        |         |         |         |         |         |         |         |
| Mezőnyjátékosok |                      |         |         |         |         |         |         |         |
| 1               | Andrew Cronje        |         |         |         |         |         |         |         |
| 2               | Ian Symons           |         |         |         |         |         |         |         |
| 5               | Austin Smith         |         |         |         |         |         |         |         |
| 6               | Bruce Jacobs (CSK)   |         |         |         |         |         |         |         |
| 7               | Darryn Gallagher     |         |         |         |         |         |         |         |
| 8               | Marvin Harper        |         |         |         |         |         |         |         |
| 9               | Emile Smith          |         |         |         |         |         |         |         |
| 11              | Clyde Abrahams       |         |         |         |         |         |         |         |
| 13              | Paul Blake           |         |         |         |         |         |         |         |
| 14              | Eric Rose-Innes      |         |         |         |         |         |         |         |
| 16              | Marvin Bam           |         |         |         |         |         |         |         |
| 17              | Geoffrey Abbott      |         |         |         |         |         |         |         |
| 18              | Thornton McDade      |         |         |         |         |         |         |         |
| 21              | Lungile Tsolekile    |         |         |         |         |         |         |         |
| 22              | Thomas Hammond       |         |         |         |         |         |         |         |
| Tartalékok      |                      |         |         |         |         |         |         |         |
| 20              | Shanyl Balwanth      |         |         |         |         |         |         |         |
| 23              | Erasmus Pieterse (K) |         |         |         |         |         |         |         |
| Vezetőedző      |                      |         |         |         |         |         |         |         |
|                 | Gregg Clark          |         |         |         |         |         |         |         |

#### Eredmények
Csoportkör
B csoport
| Csapat                        | M | Gy | D | V | G+ | G– | Gk  | P  |
| ----------------------------- | - | -- | - | - | -- | -- | --- | -- |
| Hollandia (NED)               | 5 | 4  | 1 | 0 | 16 | 6  | +10 | 13 |
| Ausztrália (AUS)              | 5 | 3  | 2 | 0 | 24 | 7  | +17 | 11 |
| Nagy-Britannia (GBR)          | 5 | 2  | 2 | 1 | 10 | 7  | +3  | 8  |
| Pakisztán (PAK)               | 5 | 2  | 0 | 3 | 11 | 13 | –2  | 6  |
| Kanada (CAN)                  | 5 | 1  | 1 | 3 | 10 | 17 | –7  | 4  |
| Dél-afrikai Köztársaság (RSA) | 5 | 0  | 0 | 5 | 4  | 25 | –21 | 0  |

| 2008. augusztus 11. 21:00 | Hollandia (NED)                                                   | 5–0               | Dél-afrikai Köztársaság (RSA) | Játékvezetők: Henrik Ehlers (DEN), Xavier Adell (ESP) |
| 2008. augusztus 11. 21:00 | Taekema 4', 35' · Docherty 44' · Hertzberger 47' · M. Brouwer 66' | (2–0) Jegyzőkönyv |                               | Játékvezetők: Henrik Ehlers (DEN), Xavier Adell (ESP) |
| 2008. augusztus 11. 21:00 | Boerma 23' Hoyng 69'                                              | Büntetések        | Jacobs 14'                    | Játékvezetők: Henrik Ehlers (DEN), Xavier Adell (ESP) |

| 2008. augusztus 13. 08:30 | Dél-afrikai Köztársaság (RSA)          | 0–10              | Ausztrália (AUS)                                                                                   | Játékvezetők: Andy Mair (GBR), Roel van Eert (NED) |
| 2008. augusztus 13. 08:30 |                                        | (0–5) Jegyzőkönyv | Dwyer 2', 42' · Matheson 14', 29', 57' · Schubert 27' · Guest 35+' 38' · Kavanagh 47' · Abbott 67' | Játékvezetők: Andy Mair (GBR), Roel van Eert (NED) |
| 2008. augusztus 13. 08:30 | Abrahams 7' Hammond 11' Rose-Innes 14' | Büntetések        | | Játékvezetők: Andy Mair (GBR), Roel van Eert (NED) |

| 2008. augusztus 15. 21:00 | Dél-afrikai Köztársaság (RSA) | 0–2               | Nagy-Britannia (GBR)    | Játékvezetők: Christian Blasch (GER), Rob ten Cate (NED) |
| 2008. augusztus 15. 21:00 |                               | (0–1) Jegyzőkönyv | Tindall 20' · Daly 66'  | Játékvezetők: Christian Blasch (GER), Rob ten Cate (NED) |
| 2008. augusztus 15. 21:00 | Smith 12'                     | Büntetések        | Jackson 20' Tindall 32' | Játékvezetők: Christian Blasch (GER), Rob ten Cate (NED) |

| 2008. augusztus 17. 18:00 | Pakisztán (PAK)                     | 3–1               | Dél-afrikai Köztársaság (RSA)       | Játékvezetők: Amarjit Singh (MAS), Kim Hong-Lae (KOR) |
| 2008. augusztus 17. 18:00 | Javed 9' · Abbasi 44' · Saqlain 60' | (1–1) Jegyzőkönyv | Smith 31'                           | Játékvezetők: Amarjit Singh (MAS), Kim Hong-Lae (KOR) |
| 2008. augusztus 17. 18:00 | Abbasi 60'                          | Büntetések        | Cronje 7' Jacobs 60' Rose-Innes 68' | Játékvezetők: Amarjit Singh (MAS), Kim Hong-Lae (KOR) |

| 2008. augusztus 19. 18:00 | Kanada (CAN)                                        | 5–3               | Dél-afrikai Köztársaság (RSA)         | Játékvezetők: Roel van Eert (NED), Satinder Kumar (IND) |
| 2008. augusztus 19. 18:00 | R. Short 15' · Fernandes 31', 46' · Grimes 38', 70' | (2–2) Jegyzőkönyv | Smith 4', 51' · Tsolekile 28'         | Játékvezetők: Roel van Eert (NED), Satinder Kumar (IND) |
| 2008. augusztus 19. 18:00 | Deol 6' Wright 19' Kullar 62' Tupper 64'            | Büntetések        | McDade 23' Smith 28' 62' Abrahams 60' | Játékvezetők: Roel van Eert (NED), Satinder Kumar (IND) |

A 11. helyért
| 2008. augusztus 23. 08:30 | Kína (CHN)                                       | 4–3 (h. u.)            | Dél-afrikai Köztársaság (RSA)         | Játékvezetők: Rob ten Cate (NED), Satinder Kumar (IND) |
| 2008. augusztus 23. 08:30 | Na Jü-po 32' · Szung Ji 53', 58', 85' (aranygól) | (1–1, 3–3) Jegyzőkönyv | Tsolekile 3' · Symons 63' · Smith 70' | Játékvezetők: Rob ten Cate (NED), Satinder Kumar (IND) |
| 2008. augusztus 23. 08:30 | Szung Ji 16' 20' Meng Csün 25'                   | Büntetések             | Bam 12' Symons 16' Blake 20'          | Játékvezetők: Rob ten Cate (NED), Satinder Kumar (IND) |

| Csapat                        | Helyezés |
| ----------------------------- | -------- |
| Dél-afrikai Köztársaság (RSA) | 12.      |

### Női
| #               | Név                   |         |         |         |         |         |         |         |
| Kapusok         | Kapusok               | Kapusok | Kapusok | Kapusok | Kapusok | Kapusok | Kapusok | Kapusok |
| --------------- | --------------------- | ------- | ------- | ------- | ------- | ------- | ------- | ------- |
| 1               | Mariette Rix          |         |         |         |         |         |         |         |
| 2               | Vuyisanani Mangisa    |         |         |         |         |         |         |         |
| Mezőnyjátékosok |                       |         |         |         |         |         |         |         |
| 3               | Kate Hector           |         |         |         |         |         |         |         |
| 5               | Taryn Hosking         |         |         |         |         |         |         |         |
| 7               | Cindy Brown           |         |         |         |         |         |         |         |
| 8               | Marsha Marescia (CSK) |         |         |         |         |         |         |         |
| 10              | Shelley Russell       |         |         |         |         |         |         |         |
| 13              | Lisa-Marie Deetlefs   |         |         |         |         |         |         |         |
| 16              | Jenny Wilson          |         |         |         |         |         |         |         |
| 17              | Lesle-Ann George      |         |         |         |         |         |         |         |
| 18              | Vida Ryan             |         |         |         |         |         |         |         |
| 19              | Vidette Ryan          |         |         |         |         |         |         |         |
| 21              | Lenise Marais         |         |         |         |         |         |         |         |
| 22              | Kathleen Taylor       |         |         |         |         |         |         |         |
| 27              | Fiona Butler          |         |         |         |         |         |         |         |
| 29              | Tarryn Bright         |         |         |         |         |         |         |         |
| Tartalékok      |                       |         |         |         |         |         |         |         |
| 20              | Henriette du Buisson  |         |         |         |         |         |         |         |
| 23              | Farrah Fredericks     |         |         |         |         |         |         |         |
| Vezetőedző      |                       |         |         |         |         |         |         |         |
|                 | Jennifer King         |         |         |         |         |         |         |         |

#### Eredmények
Csoportkör
A csoport
| Csapat                        | M | Gy | D | V | G+ | G– | Gk  | P  |
| ----------------------------- | - | -- | - | - | -- | -- | --- | -- |
| Hollandia (NED)               | 5 | 5  | 0 | 0 | 14 | 3  | +11 | 15 |
| Kína (CHN)                    | 5 | 3  | 1 | 1 | 14 | 4  | +10 | 10 |
| Ausztrália (AUS)              | 5 | 3  | 1 | 1 | 17 | 9  | +8  | 10 |
| Spanyolország (ESP)           | 5 | 2  | 0 | 3 | 4  | 12 | –8  | 6  |
| Dél-Korea (KOR)               | 5 | 1  | 0 | 4 | 13 | 18 | –5  | 3  |
| Dél-afrikai Köztársaság (RSA) | 5 | 0  | 0 | 5 | 2  | 18 | –16 | 0  |

| 2008. augusztus 10. 20:30 | Hollandia (NED)                                                       | 6–0               | Dél-afrikai Köztársaság (RSA) | Játékvezetők: Lisa Roach (AUS), Carolina de la Fuente (ARG) |
| 2008. augusztus 10. 20:30 | Mulder 5' · Agliotti 27' · Paumen 46', 58' · Booij 56' · Dijkstra 66' | (2–0) Jegyzőkönyv |                               | Játékvezetők: Lisa Roach (AUS), Carolina de la Fuente (ARG) |
| 2008. augusztus 10. 20:30 |                                                                       | Büntetések        | Hosking 21'                   | Játékvezetők: Lisa Roach (AUS), Carolina de la Fuente (ARG) |

| 2008. augusztus 12. 18:30 | Kína (CHN)                                              | 3–0               | Dél-afrikai Köztársaság (RSA)       | Játékvezetők: Gina Spitaleri (ITA), Minka Woolley (AUS) |
| 2008. augusztus 12. 18:30 | Tang Csun-ling 6' · Fu Pao-zsung 33' · Csao Jü-tiao 40' | (2–0) Jegyzőkönyv |                                     | Játékvezetők: Gina Spitaleri (ITA), Minka Woolley (AUS) |
| 2008. augusztus 12. 18:30 | Li Suang 52'                                            | Büntetések        | Vida Ryan 25' Butler 33' Taylor 51' | Játékvezetők: Gina Spitaleri (ITA), Minka Woolley (AUS) |

| 2008. augusztus 14. 20:30 | Dél-afrikai Köztársaság (RSA) | 0–3               | Ausztrália (AUS)                        | Játékvezetők: Carol Metchette (IRL), Ute Conen (GER) |
| 2008. augusztus 14. 20:30 |                               | (0–1) Jegyzőkönyv | Hudson 10' · Skirving 44' · Eastham 62' | Játékvezetők: Carol Metchette (IRL), Ute Conen (GER) |
| 2008. augusztus 14. 20:30 | Vida Ryan 17' Hector 43'      | Büntetések        | Rivers 52'                              | Játékvezetők: Carol Metchette (IRL), Ute Conen (GER) |

| 2008. augusztus 16. 21:00 | Spanyolország (ESP)                 | 1–0               | Dél-afrikai Köztársaság (RSA) | Játékvezetők: Lee Keum-Ju (KOR), Gina Spitaleri (ITA) |
| 2008. augusztus 16. 21:00 | Romagosa 31'                        | (1–0) Jegyzőkönyv |                               | Játékvezetők: Lee Keum-Ju (KOR), Gina Spitaleri (ITA) |
| 2008. augusztus 16. 21:00 | Oliva 32' Romagosa 35' Bonastre 50' | Büntetések        | Marais 47'                    | Játékvezetők: Lee Keum-Ju (KOR), Gina Spitaleri (ITA) |

| 2008. augusztus 18. 10:30 | Dél-Korea (KOR)                                                      | 5–2               | Dél-afrikai Köztársaság (RSA) | Játékvezetők: Stella Bartlema (NED), Carol Metchette (IRL) |
| 2008. augusztus 18. 10:30 | Kim Szonghi 6' · I Szonok 23', 29' · Pak Mihjon 32' · Kim Unszil 58' | (4–0) Jegyzőkönyv | Hector 51' · Vida Ryan 66'    | Játékvezetők: Stella Bartlema (NED), Carol Metchette (IRL) |
| 2008. augusztus 18. 10:30 | Mun Jonghi 8'                                                        | Büntetések        | Hector 15'                    | Játékvezetők: Stella Bartlema (NED), Carol Metchette (IRL) |

A 11. helyért
| 2008. augusztus 22. 08:30 | Dél-afrikai Köztársaság (RSA)                         | 4–1               | Új-Zéland (NZL)            | Játékvezetők: Lee Keum-Ju (KOR), Carol Metchette (IRL) |
| 2008. augusztus 22. 08:30 | Marescia 14' · Wilson 34' · Vida Ryan 51' · Brown 59' | (2–1) Jegyzőkönyv | Flynn 17'                  | Játékvezetők: Lee Keum-Ju (KOR), Carol Metchette (IRL) |
| 2008. augusztus 22. 08:30 | Taylor 22'                                            | Büntetések        | Sharland 13' Forgesson 50' | Játékvezetők: Lee Keum-Ju (KOR), Carol Metchette (IRL) |

| Csapat                        | Helyezés |
| ----------------------------- | -------- |
| Dél-afrikai Köztársaság (RSA) | 11.      |

## Íjászat
Férfi
| Versenyző      | Versenyszám | Selejtező | Selejtező | 64-es főtábla                                       | 32-es főtábla     | Nyolcaddöntő      | Negyeddöntő       | Elődöntő          | Döntő             | Helyezés |
| Versenyző      | Versenyszám | Pont      | Kiemelt   | Ellenfél Eredmény                                   | Ellenfél Eredmény | Ellenfél Eredmény | Ellenfél Eredmény | Ellenfél Eredmény | Ellenfél Eredmény | Helyezés |
| -------------- | ----------- | --------- | --------- | --------------------------------------------------- | ----------------- | ----------------- | ----------------- | ----------------- | ----------------- | -------- |
| Calvin Hartley | Egyéni      | 654       | 37.       | Juan Carlos Stevens (CUB) (28.) · 107(+18)-107(+19) | kiesett           | kiesett           | kiesett           | kiesett           | kiesett           | 41.*     |

* - egy másik versenyzővel azonos eredményt ért el

## Kajak-kenu

### Síkvízi
Férfi
| Versenyző        | Versenyszám        | Előfutam | Előfutam | Előfutam | Elődöntő | Elődöntő | Elődöntő | Döntő   | Döntő    |
| Versenyző        | Versenyszám        | Idő      | Hely.    | Össz.    | Idő      | Hely.    | Össz.    | Idő     | Helyezés |
| ---------------- | ------------------ | -------- | -------- | -------- | -------- | -------- | -------- | ------- | -------- |
| Shaun Rubenstein | Kajak egyes 500 m  | 1:37,687 | 5.       | 10.      | 1:44,154 | 4.       | 14.      | kiesett | kiesett  |
| Shaun Rubenstein | Kajak egyes 1000 m | 3:36,134 | 5.       | 12.      | 3:36,969 | 4.       | 8.       | kiesett | kiesett  |
| Calvin Mokoto    | Kenu egyes 500 m   | 2:03,372 | 7.       | 20.      | 2:12,226 | 9.       | 17.      | kiesett | kiesett  |
| Calvin Mokoto    | Kenu egyes 1000 m  | 4:33,887 | 7.       | 20.      | 4:26,650 | 8.       | 17.      | kiesett | kiesett  |

Női
| Versenyző                                             | Versenyszám        | Előfutam | Előfutam | Előfutam | Elődöntő | Elődöntő | Elődöntő | Döntő    | Döntő    |
| Versenyző                                             | Versenyszám        | Idő      | Hely.    | Össz.    | Idő      | Hely.    | Össz.    | Idő      | Helyezés |
| ----------------------------------------------------- | ------------------ | -------- | -------- | -------- | -------- | -------- | -------- | -------- | -------- |
| Jennifer Hodson                                       | Kajak egyes 500 m  | 1:51,655 | 3.       | 12.      | 1:53,209 | 3.       | 4.       | 1:53,353 | 8.       |
| Michele Eray Bridgitte Hartley                        | Kajak kettes 500 m | 1:47,341 | 8.       | 14.      | 1:47,018 | 8.       | 8.       | kiesett  | kiesett  |
| Michele Eray Jennifer Hodson Carol Joyce Nicola Mocke | Kajak négyes 500 m | 1:37,399 | 3.       | 6.       |          |          |          | 1:36,724 | 7.       |

### Szlalom
Férfi
| Versenyző                      | Versenyszám | Selejtező | Selejtező | Selejtező | Selejtező | Selejtező  | Selejtező  | Elődöntő | Elődöntő | Döntő   | Döntő   | Összesítés | Összesítés |
| Versenyző                      | Versenyszám | 1. futam  | 1. futam  | 2. futam  | 2. futam  | Összesítés | Összesítés | Elődöntő | Elődöntő | Döntő   | Döntő   | Összesítés | Összesítés |
| Versenyző                      | Versenyszám | Pont      | Hely.     | Pont      | Hely.     | Pont       | Hely.      | Pont     | Hely.    | Pont    | Hely.   | Pont       | Helyezés   |
| ------------------------------ | ----------- | --------- | --------- | --------- | --------- | ---------- | ---------- | -------- | -------- | ------- | ------- | ---------- | ---------- |
| Siboniso Cele                  | Kenu egyes  | 162,51    | 16.       | 100,42    | 16.       | 262,93     | 16.        | kiesett  | kiesett  | kiesett | kiesett | kiesett    | kiesett    |
| Cyprian Ngidi Cameron McIntosh | Kenu kettes | 119,83    | 12.       | 157,37    | 12.       | 277,20     | 12.        | kiesett  | kiesett  | kiesett | kiesett | kiesett    | kiesett    |

## Kerékpározás

### BMX
| Versenyző     | Versenyszám | Selejtező | Selejtező | Negyeddöntő | Negyeddöntő | Elődöntő | Elődöntő | Döntő         | Döntő         |
| Versenyző     | Versenyszám | Idő       | Helyezés  | Pont        | Helyezés    | Pont     | Helyezés | Pont          | Helyezés      |
| ------------- | ----------- | --------- | --------- | ----------- | ----------- | -------- | -------- | ------------- | ------------- |
| Sifiso Nhlapo | Férfi       | 36,428    | 13.       | 6           | 1.          | 8        | 2.       | nem ért célba | nem ért célba |

### Hegyi-kerékpározás
| Versenyző      | Versenyszám        | Idő             | Helyezés |
| -------------- | ------------------ | --------------- | -------- |
| Burry Stander  | Férfi terepverseny | 2:01:58 (+5:59) | 15.      |
| Yolande Speedy | Női terepverseny   | 2 kör hátrány   | 22.      |

### Országúti kerékpározás
Férfi
| Versenyző     | Versenyszám   | Idő                        | Helyezés                   |
| ------------- | ------------- | -------------------------- | -------------------------- |
| Robert Hunter | Mezőnyverseny | nem ért célba (lekörözték) | nem ért célba (lekörözték) |
| John Augustyn | Mezőnyverseny | 6:26:17 (+2:28)            | 26.                        |
| David George  | Mezőnyverseny | 6:39:42 (+15:53)           | 79.                        |
| David George  | Időfutam      | 1:07:55,21 (+5:43,78)      | 30.                        |

Női
| Versenyző             | Versenyszám   | Idő              | Helyezés |
| --------------------- | ------------- | ---------------- | -------- |
| Cherise Taylor        | Mezőnyverseny | 3:48:33 (+16:09) | 59.      |
| Marissa van der Merwe | Mezőnyverseny | 3:33:17 (+0:53)  | 34.      |

## Műugrás
Női
| Versenyző    | Versenyszám    | Selejtező | Selejtező | Elődöntő | Elődöntő | Döntő   | Döntő    |
| Versenyző    | Versenyszám    | Pont      | Helyezés  | Pont     | Helyezés | Pont    | Helyezés |
| ------------ | -------------- | --------- | --------- | -------- | -------- | ------- | -------- |
| Jenna Dreyer | Egyéni műugrás | 210,90    | 28.       | kiesett  | kiesett  | kiesett | kiesett  |

## Ökölvívás
| Versenyző      | Versenyszám | Selejtező                  | Nyolcaddöntő      | Negyeddöntő       | Elődöntő          | Döntő             | Helyezés |
| Versenyző      | Versenyszám | Ellenfél Eredmény          | Ellenfél Eredmény | Ellenfél Eredmény | Ellenfél Eredmény | Ellenfél Eredmény | Helyezés |
| -------------- | ----------- | -------------------------- | ----------------- | ----------------- | ----------------- | ----------------- | -------- |
| Jackson Chauke | Légsúly     | Anvar Junuszov (TJK) · 1-9 | kiesett           | kiesett           | kiesett           | kiesett           | 17.      |

## Röplabda

### Strandröplabda

#### Női
| Versenyző                       | Csoportkör | Csoportkör | 16 közé jutásért  | Nyolcaddöntő      | Negyeddöntő       | Elődöntő          | Döntő             | Helyezés |
| Versenyző                       | Ellenfél Eredmény | Hely.      | Ellenfél Eredmény | Ellenfél Eredmény | Ellenfél Eredmény | Ellenfél Eredmény | Ellenfél Eredmény | Helyezés |
| ------------------------------- | --- | ---------- | ----------------- | ----------------- | ----------------- | ----------------- | ----------------- | -------- |
| Judith Augoustides Vitalina Nel | D csoport · Németország (GER) · Sara Goller · Laura Ludwig · 12-21, 14-21 · Görögország (GRE) · Efthália Kutrumanídu · María Ciarcíani · 12-21, 8-21 · Kína (CHN) · Hszüe Csen · Csang Hszi · 13-21, 9-21 | 4.         | kiesett           | kiesett           | kiesett           | kiesett           | kiesett           | 19.      |

## Sportlövészet
Női
| Versenyző         | Versenyszám           | Selejtező | Selejtező | Döntő   | Döntő    |
| Versenyző         | Versenyszám           | Pont      | Helyezés  | Pont    | Helyezés |
| ----------------- | --------------------- | --------- | --------- | ------- | -------- |
| Esmari van Reenen | Sportpuska, összetett | 578       | 16.       | kiesett | kiesett  |
| Diane Swanton     | Trap                  | 57        | 17.       | kiesett | kiesett  |

## Súlyemelés
Férfi
| Versenyző      | Versenyszám | Szakítás | Szakítás | Lökés    | Lökés    | Összesen | Helyezés |
| Versenyző      | Versenyszám | Eredmény | Helyezés | Eredmény | Helyezés | Összesen | Helyezés |
| -------------- | ----------- | -------- | -------- | -------- | -------- | -------- | -------- |
| Darryn Anthony | 77 kg       | 135,0    | 24.      | 160,0    | 22.      | 295,0    | 22.      |

## Tenisz
Férfi
| Versenyző                   | Versenyszám | 64-es főtábla                  | 32-es főtábla                                                        | Nyolcaddöntő      | Negyeddöntő       | Elődöntő          | Bronz- mérkőzés   | Döntő             | Helyezés |
| Versenyző                   | Versenyszám | Ellenfél Eredmény              | Ellenfél Eredmény                                                    | Ellenfél Eredmény | Ellenfél Eredmény | Ellenfél Eredmény | Ellenfél Eredmény | Ellenfél Eredmény | Helyezés |
| --------------------------- | ----------- | ------------------------------ | -------------------------------------------------------------------- | ----------------- | ----------------- | ----------------- | ----------------- | ----------------- | -------- |
| Kevin Anderson              | Egyes       | Komlavi Loglo (TOG) · 6-3, 6-2 | Nicolas Kiefer (GER) · 4-6, 7-6, 4-6                                 | kiesett           | kiesett           | kiesett           | kiesett           | kiesett           | 17.      |
| Kevin Anderson Jeff Coetzee | Páros       |                                | Spanyolország (ESP) · Nicolás Almagro · David Ferrer · 6-3, 3-6, 4-6 | kiesett           | kiesett           | kiesett           | kiesett           | kiesett           | 17.      |

## Tollaslabda
| Versenyző                      | Versenyszám | Selejtező         | 32-es főtábla                    | Nyolcaddöntő                                                          | Negyeddöntő       | Elődöntő          | Bronz- mérkőzés   | Döntő             | Helyezés |
| Versenyző                      | Versenyszám | Ellenfél Eredmény | Ellenfél Eredmény                | Ellenfél Eredmény                                                     | Ellenfél Eredmény | Ellenfél Eredmény | Ellenfél Eredmény | Ellenfél Eredmény | Helyezés |
| ------------------------------ | ----------- | ----------------- | -------------------------------- | --------------------------------------------------------------------- | ----------------- | ----------------- | ----------------- | ----------------- | -------- |
| Kerry-Lee Harrington           | Női egyes   |                   | Wong Mew Choo (MAS) · 4-21, 4-21 | kiesett                                                               | kiesett           | kiesett           | kiesett           | kiesett           | 17.      |
| Chris Dednam Roelof Dednam     | Férfi páros |                   |                                  | Egyesült Államok (USA) · Howard Bach · Khan Malaythong · 10-21, 16-21 | kiesett           | kiesett           | kiesett           | kiesett           | 9.       |
| Chantal Botts Michelle Edwards | Női páros   |                   |                                  | Tajvan (TPE) · Cheng Wen-Hsing · Chien Yu-Chin · 6-21, 12-21          | kiesett           | kiesett           | kiesett           | kiesett           | 9.       |

## Torna

### Ritmikus gimnasztika
| Versenyző      | Versenyszám | Selejtező | Selejtező | Selejtező | Selejtező | Selejtező | Selejtező | Selejtező | Selejtező | Selejtező | Selejtező | Döntő   | Döntő   | Döntő   | Döntő   | Döntő    | Döntő    | Döntő   | Döntő   | Döntő    | Döntő    | Helyezés |
| Versenyző      | Versenyszám | Kötél     | Kötél     | Karika    | Karika    | Buzogány  | Buzogány  | Szalag    | Szalag    | Összesen  | Összesen  | Kötél   | Kötél   | Karika  | Karika  | Buzogány | Buzogány | Szalag  | Szalag  | Összesen | Összesen | Helyezés |
| Versenyző      | Versenyszám | Pont      | Hely.     | Pont      | Hely.     | Pont      | Hely.     | Pont      | Hely.     | Pont      | Hely.     | Pont    | Hely.   | Pont    | Hely.   | Pont     | Hely.    | Pont    | Hely.   | Pont     | Hely.    | Helyezés |
| -------------- | ----------- | --------- | --------- | --------- | --------- | --------- | --------- | --------- | --------- | --------- | --------- | ------- | ------- | ------- | ------- | -------- | -------- | ------- | ------- | -------- | -------- | -------- |
| Odette Richard | Egyéni      | 13,975    | 23.       | 13,950    | 23.       | 13,800    | 23.       | 13,775    | 23.       | 55,500    | 23.       | kiesett | kiesett | kiesett | kiesett | kiesett  | kiesett  | kiesett | kiesett | kiesett  | kiesett  | 23.      |

## Triatlon
| Versenyző    | Versenyszám | 1,5 km úszás | 1,5 km úszás | 40 km kerékpározás | 40 km kerékpározás | 10 km futás | 10 km futás | Összesítés | Összesítés |
| Versenyző    | Versenyszám | Idő          | Hely.        | Idő                | Hely.              | Idő         | Hely.       | Idő        | Helyezés   |
| ------------ | ----------- | ------------ | ------------ | ------------------ | ------------------ | ----------- | ----------- | ---------- | ---------- |
| Mari Rabie   | Női         | 19:54        | 11.          | 1:06:30            | 39.                | 42:01       | 45.         | 2:09:28,02 | 43.        |
| Kate Roberts | Női         | 19:58        | 18.          | 1:06:26            | 38.                | 38:02       | 31.         | 2:05:33,24 | 32.        |

## Úszás
Férfi
| Versenyző                                                           | Versenyszám            | Előfutam   | Előfutam | Előfutam | Elődöntő   | Elődöntő | Elődöntő | Döntő      | Döntő    |
| Versenyző                                                           | Versenyszám            | Idő        | Hely.    | Össz.    | Idő        | Hely.    | Össz.    | Idő        | Helyezés |
| ------------------------------------------------------------------- | ---------------------- | ---------- | -------- | -------- | ---------- | -------- | -------- | ---------- | -------- |
| Gideon Louw                                                         | 50 m gyors             | 22,17      | 6.       | 16.      | 21,97      | 7.       | 12.      | kiesett    | kiesett  |
| Roland Schoeman                                                     | 50 m gyors             | 21,76      | 1.       | 5.       | 21,74      | 3.       | 5.       | 21,67 AF   | 7.       |
| Ryk Neethling                                                       | 100 m gyors            | 49,28      | 8.       | 30.      | kiesett    | kiesett  | kiesett  | kiesett    | kiesett  |
| Lyndon Ferns                                                        | 100 m gyors            | 48,26      | 3.       | 9.       | 48,00      | 4.       | 7.       | 48,04      | 6.       |
| Lyndon Ferns                                                        | 100 m pillangó         | 52,04      | 1.       | 15.      | 52,18      | 7.       | 14.      | kiesett    | kiesett  |
| Jean Basson                                                         | 400 m gyors            | 3:52,90    | 5.       | 30.      |            |          |          | kiesett    | kiesett  |
| Jean Basson                                                         | 200 m gyors            | 1:46,31    | 1.       | 2.       | 1:46,13    | 1.       | 3.       | 1:45,97    | 4.       |
| Darian Townsend                                                     | 200 m gyors            | 1:48,08    | 2.       | 21.      | kiesett    | kiesett  | kiesett  | kiesett    | kiesett  |
| Darian Townsend                                                     | 200 m vegyes           | 1:59,22    | 3.       | 12.      | 1:59,65    | 6.       | 11.      | kiesett    | kiesett  |
| Troy Prinsloo                                                       | 1500 m gyors           | 15:12,64   | 7.       | 22.      |            |          |          | kiesett    | kiesett  |
| Gerhard Zandberg                                                    | 100 m hát              | 53,75      | 1.       | 5.       | 53,98      | 6.       | 11.      | kiesett    | kiesett  |
| George du Rand                                                      | 100 m hát              | 54,90      | 6.       | 22.      | kiesett    | kiesett  | kiesett  | kiesett    | kiesett  |
| George du Rand                                                      | 200 m hát              | 1:58,62 AF | 1.       | 13.      | 1:58,61 AF | 8.       | 13.      | kiesett    | kiesett  |
| Cameron van der Burgh                                               | 100 m mell             | 59,96      | 3.       | 5.       | 1:00,57    | 5.       | 10.      | kiesett    | kiesett  |
| William Diering                                                     | 200 m mell             | 2:10,39    | 3.       | 8.       | 2:10,21    | 6.       | 12.      | kiesett    | kiesett  |
| Neil Versfeld                                                       | 200 m mell             | 2:10,50    | 4.       | 9.       | 2:10,06    | 5.       | 9.       | kiesett    | kiesett  |
| Riaan Schoeman                                                      | 400 m vegyes           | 4:14,09    | 4.       | 12.      |            |          |          | kiesett    | kiesett  |
| Chad Ho                                                             | 10 km nyílt vízi       |            |          |          |            |          |          | 1:52:13,1  | 9.       |
| Lyndon Ferns Roland Schoeman Ryk Neethling Darian Townsend          | 4 × 100 m gyorsváltó   | 3:13,06 AF | 3.       | 6.       |            |          |          | 3:12,66 AF | 7.       |
| Jean Basson Jan Venter Sebastien Rousseau Darian Townsend           | 4 × 200 m gyorsváltó   | 7:10,91 AF | 4.       | 8.       |            |          |          | 7:13,02    | 8.       |
| Gerhard Zandberg Cameron van der Burgh Lyndon Ferns Darian Townsend | 4 × 100 m vegyes váltó | 3:34,16    | 4.       | 7.       |            |          |          | 3:33,70 AF | 7.       |

Női
| Versenyző                                                    | Versenyszám            | Előfutam   | Előfutam | Előfutam | Elődöntő | Elődöntő | Elődöntő | Döntő     | Döntő    |
| Versenyző                                                    | Versenyszám            | Idő        | Hely.    | Össz.    | Idő      | Hely.    | Össz.    | Idő       | Helyezés |
| ------------------------------------------------------------ | ---------------------- | ---------- | -------- | -------- | -------- | -------- | -------- | --------- | -------- |
| Lize-Mari Retief                                             | 50 m gyors             | 25,44      | 8.       | 26.      | kiesett  | kiesett  | kiesett  | kiesett   | kiesett  |
| Lize-Mari Retief                                             | 100 m gyors            | 55,17      | 8.       | 21.      | kiesett  | kiesett  | kiesett  | kiesett   | kiesett  |
| Lize-Mari Retief                                             | 100 m pillangó         | 58,20 AF   | 4.       | 8.       | 58,63    | 8.       | 12.      | kiesett   | kiesett  |
| Mandy Loots                                                  | 100 m pillangó         | 58,61 AF   | 4.       | 18.*     | kiesett  | kiesett  | kiesett  | kiesett   | kiesett  |
| Suzaan van Biljon                                            | 100 m mell             | 1:07,55    | 3.       | 6.       | 1:09,56  | 8.       | 16.      | kiesett   | kiesett  |
| Suzaan van Biljon                                            | 200 m mell             | 2:25,51    | 3.       | 9.       | 2:28,45  | 7.       | 15.      | kiesett   | kiesett  |
| Melissa Corfe                                                | 200 m hát              | 2:12,64    | 7.       | 22.*     | kiesett  | kiesett  | kiesett  | kiesett   | kiesett  |
| Melissa Corfe                                                | 200 m gyors            | 2:00,95    | 6.       | 33.      | kiesett  | kiesett  | kiesett  | kiesett   | kiesett  |
| Melissa Corfe                                                | 400 m gyors            | 4:10,54    | 6.       | 17.      |          |          |          | kiesett   | kiesett  |
| Wendy Trott                                                  | 400 m gyors            | 4:08,38 AF | 5.       | 12.      |          |          |          | kiesett   | kiesett  |
| Wendy Trott                                                  | 800 m gyors            | 8:26,21 AF | 4.       | 9.       |          |          |          | kiesett   | kiesett  |
| Katheryn Meaklim                                             | 200 m pillangó         | 2:09,41    | 1.       | 16.      | 2:11,74  | 8.       | 16.      | kiesett   | kiesett  |
| Katheryn Meaklim                                             | 400 m vegyes           | 4:37,11    | 5.       | 10.      |          |          |          | kiesett   | kiesett  |
| Jessica Pengelly                                             | 400 m vegyes           | 4:41,04    | 7.       | 21.      |          |          |          | kiesett   | kiesett  |
| Jessica Pengelly                                             | 200 m vegyes           | 2:15,80    | 5.       | 26.      | kiesett  | kiesett  | kiesett  | kiesett   | kiesett  |
| Natalie du Toit                                              | 10 km nyílt vízi       |            |          |          |          |          |          | 2:00:49,9 | 16.      |
| Melissa Corfe Wendy Trott Mandy Loots Katheryn Meaklim       | 4 × 100 m gyorsváltó   | 3:51,14    | 7.       | 15.      |          |          |          | kiesett   | kiesett  |
| Melissa Corfe Suzaan van Biljon Mandy Loots Lize-Mari Retief | 4 × 100 m vegyes váltó | 4:04,20    | 6.       | 12.      |          |          |          | kiesett   | kiesett  |

* - egy másik versenyzővel azonos időt ért el

AF - Afrika-rekord

## Vitorlázás
Női
| Versenyző                                | Versenyszám | Futam | Futam | Futam | Futam | Futam | Futam | Futam | Futam | Futam | Pontszám | Helyezés |
| Versenyző                                | Versenyszám | 1     | 2     | 3     | 4     | 5     | 6     | 7     | 8     | É     | Pontszám | Helyezés |
| ---------------------------------------- | ----------- | ----- | ----- | ----- | ----- | ----- | ----- | ----- | ----- | ----- | -------- | -------- |
| Penny Alison Dominique Provoyeur Kim Rew | Yngling     | 13    | 10    | 11    | 2     | 12    | 8     | 13    | 7     | -     | 63       | 12.      |

É - éremfutam

## Vívás
Férfi
| Versenyző                             | Versenyszám       | Selejtező                     | 32-es főtábla     | Nyolcaddöntő                                                              | Negyeddöntő       | Elődöntő          | Bronz- mérkőzés   | Döntő             | Helyezés |
| Versenyző                             | Versenyszám       | Ellenfél Eredmény             | Ellenfél Eredmény | Ellenfél Eredmény                                                         | Ellenfél Eredmény | Ellenfél Eredmény | Ellenfél Eredmény | Ellenfél Eredmény | Helyezés |
| ------------------------------------- | ----------------- | ----------------------------- | ----------------- | ------------------------------------------------------------------------- | ----------------- | ----------------- | ----------------- | ----------------- | -------- |
| Given Maduma                          | Párbajtőr, egyéni | Kim Szunggu (KOR) · 12-15     | kiesett           | kiesett                                                                   | kiesett           | kiesett           | kiesett           | kiesett           | 40.      |
| Dario Torrente                        | Párbajtőr, egyéni | Joaquim Videira (POR) · 10-15 | kiesett           | kiesett                                                                   | kiesett           | kiesett           | kiesett           | kiesett           | 39.      |
| Mike Wood                             | Párbajtőr, egyéni | Bohdan Nyikisin (UKR) · 7-15  | kiesett           | kiesett                                                                   | kiesett           | kiesett           | kiesett           | kiesett           | 38.      |
| Given Maduma Dario Torrente Mike Wood | Párbajtőr, csapat |                               |                   | Kína (CHN) · Tung Kuo-tao · Li Kuo-csie · Vang Lej · Jin Lien-cse · 28-45 | kiesett           | kiesett           | kiesett           | kiesett           | 9.       |

Női
| Versenyző                                              | Versenyszám  | Selejtező                   | 32-es főtábla     | Nyolcaddöntő      | Negyeddöntő                                                                   | Elődöntő | Bronz- mérkőzés                                                                                                 | Döntő             | Helyezés |
| Versenyző                                              | Versenyszám  | Ellenfél Eredmény           | Ellenfél Eredmény | Ellenfél Eredmény | Ellenfél Eredmény                                                             | Ellenfél Eredmény | Ellenfél Eredmény                                                                                               | Ellenfél Eredmény | Helyezés |
| ------------------------------------------------------ | ------------ | --------------------------- | ----------------- | ----------------- | ----------------------------------------------------------------------------- | --- | --- | ----------------- | -------- |
| Jyoti Chetty                                           | Kard, egyéni | Azza Beszbesz (TUN) · 2-15  | kiesett           | kiesett           | kiesett                                                                       | kiesett | kiesett | kiesett           | 39.      |
| Adele du Plooy                                         | Kard, egyéni | Halina Pundik (UKR) · 7-15  | kiesett           | kiesett           | kiesett                                                                       | kiesett | kiesett | kiesett           | 37.      |
| Elvira Wood                                            | Kard, egyéni | Sandra Sassine (CAN) · 2-15 | kiesett           | kiesett           | kiesett                                                                       | kiesett | kiesett | kiesett           | 38.      |
| Elvira Wood Jyoti Chetty Adele du Plooy Shelley Gosher | Kard, csapat |                             |                   |                   | Egyesült Államok (USA) · Sada Jacobson · Mariel Zagunis · Rebecca Ward · 8-45 | 5–8. helyért · Oroszország (RUS) · Jekatyerina Gyjacsenko · Jekatyerina Fedorkina · Jelena Nyecsajeva · Szofja Velikaja · 13-45 | 7. helyért · Kanada (CAN) · Julie Cloutier · Olga Ovtchinnikova · Wendy Saschenbrecker · Sandra Sassine · 16-45 |                   | 8.       |